# Partitas pour violon solo

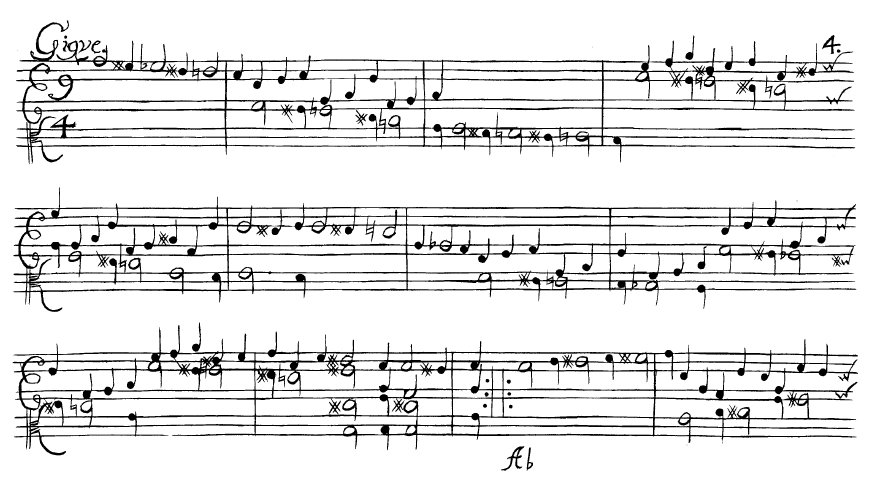
Le début de la gigue de la Partita n°1 en La mineur.

Les six partitas pour violon solo de Johann Paul von Westhoff sont les plus anciennes œuvres publiées pour violon solo connues. Bien que des compositions de Westhoff aient été redécouvertes au milieu du XIXe siècle, ce recueil n'a été découvert qu'à la fin du XXe siècle. 

## Histoire
Ce recueil de six partitas est découvert à la fin du XXe siècle par le musicologue Peter P. Várnai. Il annonce sa découverte en 1971 dans l'article  Ein unbekanntes Werk von Johann Paul von Westhoff (une œuvre inconnue de Johann Paul von Westhoff) publié dans Die Musikforschung, volume 24. La copie existante est datée de 1696 mais cela pourrait être une réimpression (partielle ou complète) d'une publication plus ancienne de Westhoff, le Erstes Dutzend Allemanden, Couranten, Sarabanden und Giguen Violino Solo sonder Passo Continuo (Première douzaine d'Allemandes, Courantes, Sarabandes et Gigues pour violon solo sans basse continue). Ce recueil est publié à Dresde en 1682 et est considéré comme perdu. La première édition moderne des partitas date de 1974.
La date et le contexte de l'écriture des partitas sont inconnus. Une autre pièce pour violon seul de Westhoff est parvenue jusqu'au XXe siècle, une suite publiée en 1683 dans la revue Mercure galant, il est donc possible que  Westhoff ait composé d'autres œuvres pour violon seul. Ces six partitas sont historiquement importantes car c'est l'une des plus anciennes éditions connues d'œuvres pour violon seul, les plus anciennes connues d'œuvres en plusieurs mouvement pour violon seul et ont probablement inspiré Bach pour ses sonates et partitas pour violon seul.

## Composition
Les partitas sont quatre danses arrangées selon l'ordre standard de la fin de la période baroque, c'est-à-dire allemande, courante, sarabande et gigue. L'ordre des partitas dans le recueil est le suivant :
- Partita n°1 en la mineur
- Partita n°2 en la majeur
- Partita n°3 en si-bémol majeur
- Partita n°4 en do majeur
- Partita n°5 en ré mineur
- Partita n°6 en ré majeur

Peu d'indications de tempo sont indiquées, comme il était d'usage à cette époque. Les seuls ornements présents dans la partition sont des trilles. La musique est technique avec de nombreuses doubles cordes.

## Enregistrements
- Violin Masters of the 17th Century, Suites 1, 2, 4 et 6 - Elizabeth Wallfisch, violon (2002, Hyperion CDA67238)
- Johann Paul von Westhoff, intégrale des suites pour violon seul - Kolja Lessing, violon (2004, Capriccio C67083)
- Augustes Auspices - Rachel J. Harris, violon (2017, Ambitus 96 987)